# Động đất Vịnh Suruga 2009
Động đất Vịnh Suruga 2009 (駿河湾地震 Suruga-wan Jishin) xảy ra lúc 5:07 (theo giờ địa phương), vào ngày 11 tháng 8 năm 2009. Trận động đất có cường độ 6.4 độ richter, tâm chấn độ sâu khoảng 26 km. Hậu quả trận động đất đã làm 1 người chết, 134 người bị thương.